# 杜斯特尔河畔蒙泰尼亚克
杜斯特尔河畔蒙泰尼亚克（法語：Montaignac-sur-Doustre，法語發音：[mɔ̃tɛɲak syʁ dustʁ]）是法国科雷兹省的一个市镇，属于于塞勒区。该市镇于2022年由原市镇蒙泰尼亚克-圣伊波利特和勒雅尔丹合并而成，行政中心位于蒙泰尼亚克-圣伊波利特。

## 地名
杜斯特尔河（Doustre）是流经该地一条河流，其为多爾多涅河的右支流。“蒙泰尼亚克”（Montaignac）则是指该市镇的前身及主体蒙泰尼亚克-圣伊波利特。

## 地理
杜斯特尔河畔蒙泰尼亚克（45°21'14"N, 1°58'44"E）面积32.70 平方千米，位于法国新阿基坦大区科雷兹省，该省份为法国中南部省份，北起上维埃纳省和克勒兹省，西接多爾多涅省，南至洛特省，东临多姆山省和康塔爾省。
与杜斯特尔河畔蒙泰尼亚克接壤的市镇（或旧市镇、城区）包括：罗西耶代格勒通、沙佩勒斯皮纳斯、圣伊莱尔富瓦萨克、松布尔河畔拉法日、尚帕尼亚克-拉诺阿耶、埃兰。
杜斯特尔河畔蒙泰尼亚克的时区为UTC+01:00、UTC+02:00（夏令时）。

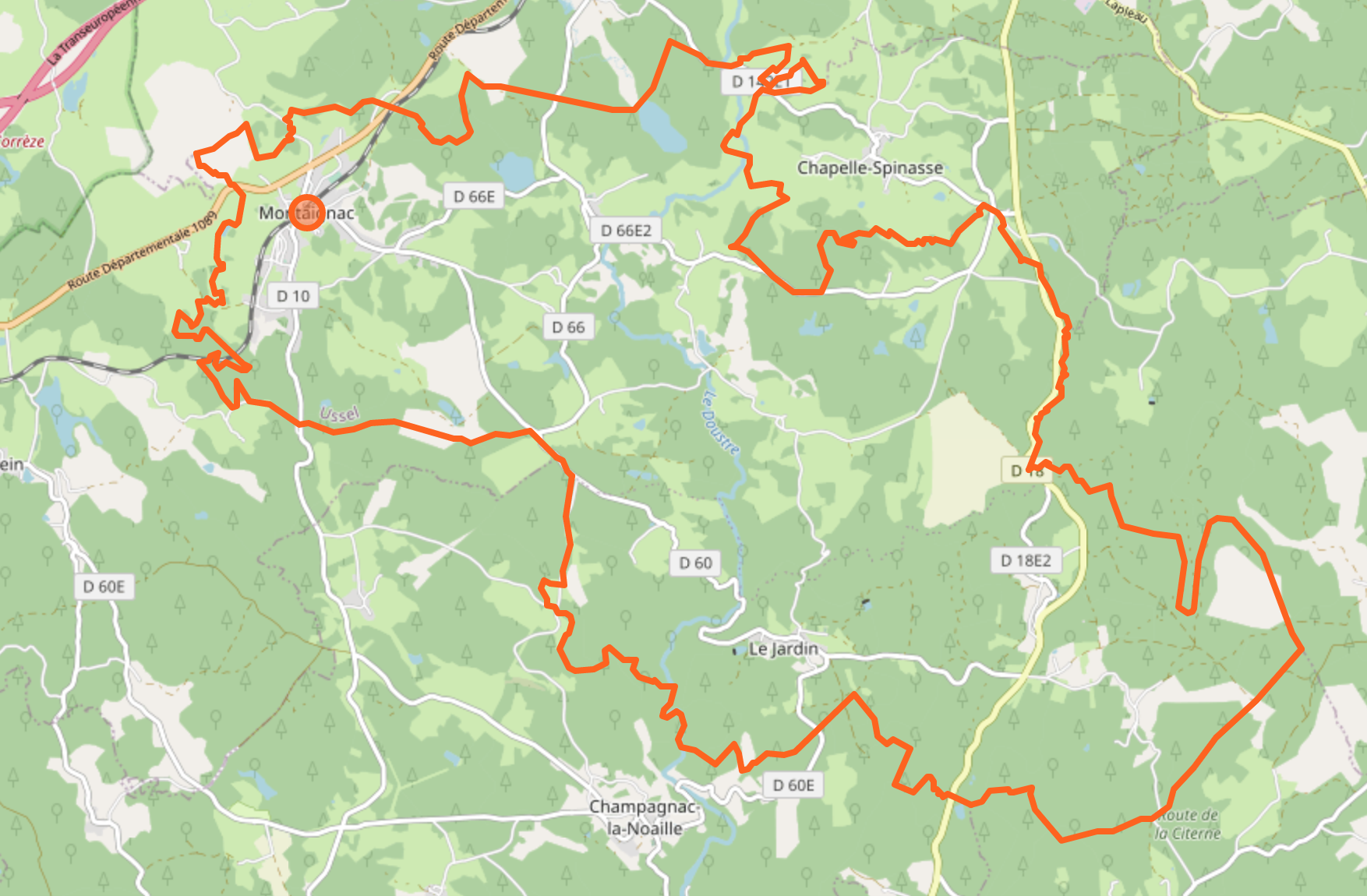
杜斯特尔河畔蒙泰尼亚克的OSM定位图

## 行政
杜斯特尔河畔蒙泰尼亚克的邮政编码为，INSEE市镇编码为19143。

## 政治
杜斯特尔河畔蒙泰尼亚克所属的省级选区为埃格勒通县。

## 人口
杜斯特尔河畔蒙泰尼亚克于2022年1月1日时的人口数量为634人。